# Бернсторф, Иоганн Генрих
Бернсторф, Иоганн Генрих (1862—1939) — граф, германский дипломат.
Сын министра иностранных дел Альбрехта фон Бернсторфа. В 1902—1906 гг. советник посольства в Лондоне, затем генеральный консул в Каире, с 1908 по 1917 г. германский посол в Вашингтоне.
Бернсторф был сторонником английской ориентации в германской политике; стоял за соглашение с Америкой. Был одним из противников подводной войны, которую Германия вела в период 1916—1918 гг. против торгового флота Антанты и ее поставщиков, и безрезультатно старался предотвратить разрыв между США и Германией. Был адресатом т.наз. «Телеграммы Циммермана», приведшей к вступлению США в Первую мировую войну
В 1920 г. был избран депутатом рейхстага. Позже эмигрировал в Женеву. Его мемуары: «Deutschland und Amerika, Erinnerungen aus dem fünfjährigen Krieg», Berlin, 1920.